# Adonias Freestyle - Desistir Não É Uma Opção
Adonias Freestyle - Desistir Não É uma Opção é um longa-metragem brasileiro do gênero biográfico esportivo, criado, escrito e dirigido pelo diretor e produtor Denis Rodrigues, para a provedora de filmes e séries documentais YouDocs Company.
Com pré-estreia no dia 17 de novembro de 2021, no Espaço Itaú de Cinemas, na cidade de São Paulo, o filme apresenta em seu elenco, os nomes de Adonias Fonseca, Falcão, Fred Desimpedidos, Felipe Franco, Alex Escobar, Diego Freestyle e Nathalia Guitler, além das algumas pessoas próximas do convívio diário do atleta, diretamente ligadas à sua vida pessoal e, principalmente, à sua ascensão esportiva.

## Enredo
Viajando no tempo, sem ordem cronológica definida, entre os anos de 1994, ano de nascimento do biografado, até o ano de 2021, o documentário narra a verdadeira história de Adonias que encontrou no futebol freestyle, a redenção para o seu grande sonho de infância de se tornar jogador de futebol profissional, que foi prematuramente frustrado, devido a um grave acidente de infância, no quintal de sua casa, em Miraí, no Estado de Minas Gerais.
A longa-metragem ainda revela, em detalhes, algumas das principais aparições do freestyler em diversos canais de televisão como, rede globo, no programa matinal Mais Você,  onde o iniciante disputaria seu primeiro campeonato de Futebol Freetyle, conquistando a terceira colocação.
No SBT, no Programa da Eliana, através do acervo fotos e vídeos, disponibilizado pelo próprio protagonista, o longa ainda revela, a sua primeira aparição na TV, na presença de diversos artistas e, também, do jogador de futebol Dentinho.
Trazendo à tona, diversas lembranças importantes da vida do atleta, um dos pontos altos é quando, Adonias Fonseca se apresenta na China, no canal de TV CCTV-5, em um evento esportivo ao vivo, transmitido pela emissora chinesa, em homenagem ao ícone lendário David Beckham que, na ocasião, acompanhou presencialmente.
Ainda no contexto da história, em seu depoimento, o amigo e parceiro na modalidade Diego Freestyle, relembra a incrível viagem da dupla, à Barcelona, na Espanha onde, através de uma vitória de Adonias Fonseca, conquistando o primeiro lugar no concurso Mestres da Precisão da Gillette, ambos se apresentaram no Camp Nou para o time profissional de futebol de salão do FC Barcelona, emplacando, somente naquele dia, mais de 2,4 milhões de visualizações num post feito diretamente na Fan Page oficial do clube no Facebook pelo Barça TV - FC Barcelona Official Channel.
Dentre as inúmeras participações do freestyler em conteúdos diversos e das suas principais contratações em trabalhos publicitários, tanto no Brasil, quanto ao redor do mundo, o filme ainda destaca a importância do trabalho configurando como destaque da modalidade no cenário nacional, através de sua atuação no comercial da Gillete Proglide, em parceria com o FC Barcelona em 2015, com participação especial de Neymar Jr..
Sob uma perspectiva sutil, revelando as principais conquistas do atleta, com trechos curtos de sua passagem por diversos países como China, Índia, Espanha, Rússia, Kuwait e Emirados Árabes Unidos, que levou o jogador a conhecer grandes nomes no mundo do futebol, dentre os principais, Luís Figo, Ryan Giggs, Paul Scholes, Michel Salgado e outros, o diretor Denis Rodrigues conduz a história de uma maneira fluida, revelando, minuciosamente, a transição do anonimato do futebolista de estilo livre, até a sua escalada para a mais alta conquista no Evento Reis e Rainhas do Drible de 2021 onde, integrando o time Falcão, desbancou o time rival, comandado pela, então, jogadora de futsal feminino Amandinha, eleita sete vezes como a melhor futebolista de futsal do mundo, e levou o troféu da edição consagrando-se o atual número um do evento no Brasil, no mesmo ano.

## Elenco
Falcão, ex-jogador de futsal brasileiro
Lili Faria, modelo, digital influencer, esposa do Falcão.
Abner Fonseca , atleta profissional de Futebol Freestyle.
Diego Oliveira de Castro , atleta brasileiro de Futebol Freestyle.
Felipe Franco, fisiculturista, atleta profissional, vereador em São Paulo.
Bruno Carneiro Nunes , youtuber, apresentador de TV, jornalista, ex-jogador de futsal brasileiro.
Natalia Guitler, ex-tenista profissional brasileira, jogadora de futebol de estilo livre, futevôlei, teqball.
Renata Escudeiro Fonseca, modelo, digital influencer.
Alex Escobar da Silva , apresentador do Globo Esporte RJ.
Alice Faião Valente Vieira, filha de Adonias Fonseca.
Ana Paula Leal Graziano, CEO Savaget Excalibur, produtora do evento.
Bruno Vieira, CEO da Agência DS12.
Debora Dutra, Diretora de Marketing da Vitafor Nutrientes.
Carlos Roberto Rodrigues Vieira, pai de Adonias Fonseca.
Leonardo Rodrigues, produtor do evento.
Mara Dalila Vieira, mãe de Adonias Fonseca.

## Produção

### Filmagens
As filmagens ocorreram de janeiro a novembro de 2021 na residência de Adonias Fonseca em Miraí, município do Estado de Minas Gerais, em São Paulo, capital do Estado de São Paulo, no Parque Prefeito Celso Daniel, em Santo André, município do Estado de São Paulo, em Sorocaba, na residência de Falcão, localizada no interior do Estado de São Paulo, no Rio Beach Club e no Projac, no Rio de Janeiro, capital do Estado do Rio de Janeiro.

### Trailer Oficial
O trailer oficial do filme foi lançado em 27 de setembro de 2021 no Canal da YouDocs e, também, em sua rede social do Instagram.

## Marketing & Parcerias

### Pré-estreia
Em julho de 2021, como apoio estratégico de divulgação e realização da sessão premiere de pré-estreia no dia 17 de Novembro de 2021, a YouDocs Company, produtora do longa, fechou uma parceria colaborativa com a Vitafor Nutrientes, patrocinadora oficial do evento, realizado no Espaço Itaú de Cinemas, do Shopping Bourbon, em São Paulo.
A bordo do time de apoiadores estão a Penalty e a Zaya Flour, juntamente com os parceiros da Agência DS12, do evento Reis do Drible e do Espaço Itaú de Cinemas.